# Kanton Vallon-Pont-d'Arc
Kanton Vallon-Pont-d'Arc (fr. Canton de Vallon-Pont-d'Arc) je francouzský kanton v departementu Ardèche v regionu Rhône-Alpes. Skládá se z 11 obcí.

## Obce kantonu
- Balazuc
- Bessas
- Labastide-de-Virac
- Lagorce
- Orgnac-l'Aven
- Pradons
- Ruoms
- Salavas
- Sampzon
- Vagnas
- Vallon-Pont-d'Arc